# Chtenopterygidae
Chtenopterygidae is een familie van weekdieren uit de klasse van de Cephalopoda (inktvissen).

## Geslachten
- Chtenopteryx Appellöf, 1890